# Ferenczy Noémi
Ferenczy Noémi (Szentendre, 1890. június 18. – Budapest, 1957. december 20.) gobelinművész, festőművész, a legkiemelkedőbb magyar gobelinművészek egyike. Kőrösi-Krizsán Sándor felesége.

## Életpályája
Apja Ferenczy Károly festőművész, anyja Fialka Olga festőművésznő. A művészettel – mint mindegyik testvére – apja műtermében kezdett ismerkedni. A nagybányai művésztelepen sokszor megfordult. 1911-ben Párizsba ment, ahol kitanulta a falikárpitszövést, a Manufacture des Gobelins-ben. 1926-tól a KUT tagja volt. 1932-ig élete nagy részét Nagyváradon és Brassóban töltötte. 1932-től élt Budapesten. 1945-től a Magyar Iparművészeti Főiskola tanára volt, egészen haláláig.

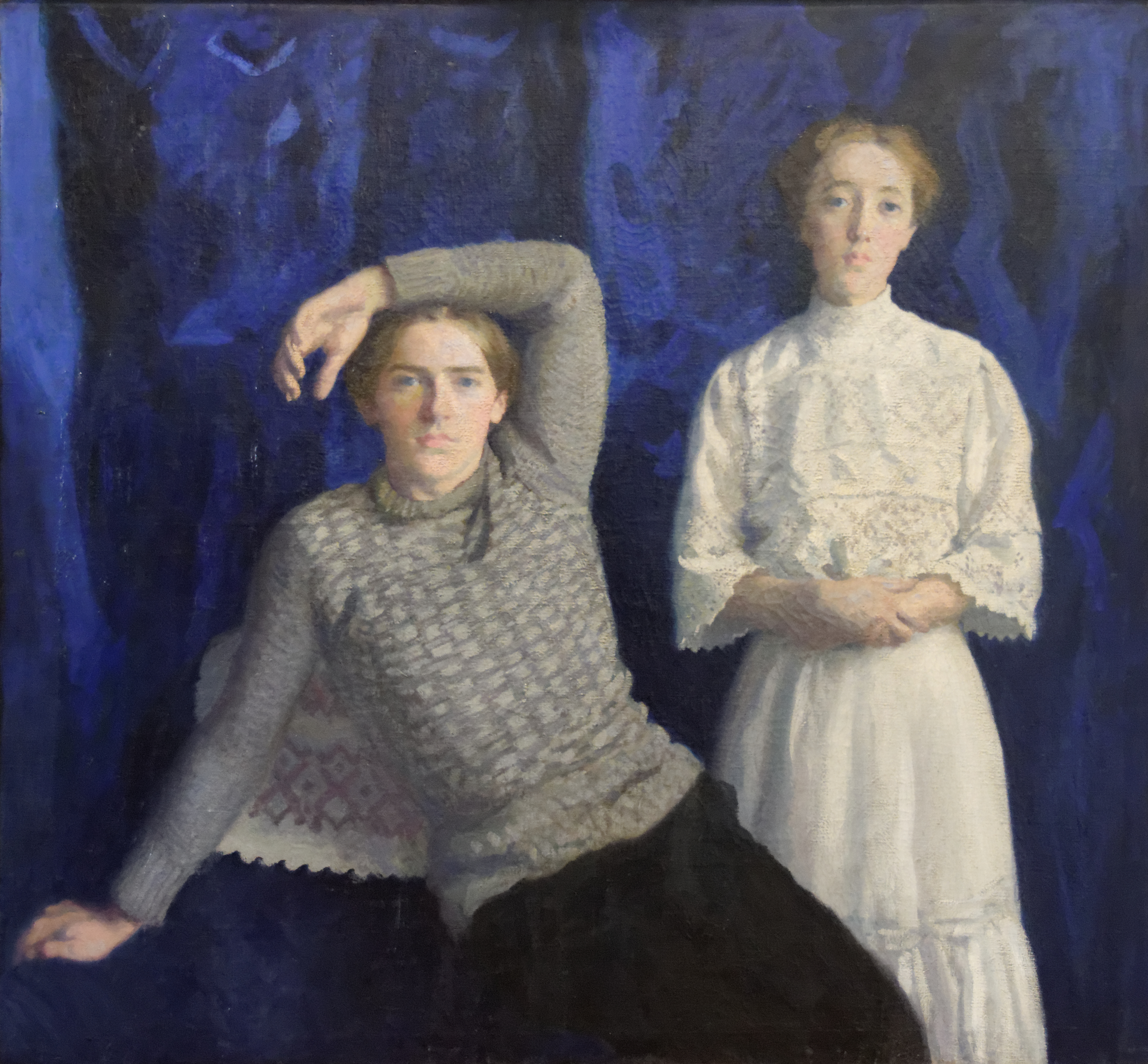
Ferenczy Noémi ikertestvérével, Bénivel, édesapjuk, Ferenczy Károly festményén

## Jelentősége
A kárpitművészet megújítója volt. Az általános gyakorlattal ellentétben Ferenczy Noémi nemcsak tervezte alkotásait, hanem saját maga készítette is őket. Kartonra tervezett festményeit maga szőtte, növényi festékkel saját maga által színezett gyapjúfonalakból. Kárpitjai igen erősen dekoratív hatásúak, síkszerűek, újító volt ilyen téren is. A kárpitművészetben addig alkalmazott stílusok inkább idillikus tájkép festészetre hasonlítottak. Az ő képein egyformán fontos volt a figura és a természet. Gobelinjeinek lírai színvilága is egyedi. Színei a kezdeti erős színekből, egyre inkább átmentek a pasztell felé. Képes volt a gobelinművészetet a monumentális művészet rangjára emelni.

## Társasági tagsága
Képzőművészek Új Társasága

## Díjai
- Kossuth-díj (1948)
- Érdemes művész (1952)

## Fontosabb művei
- Teremtés (1913)
- Menekülés Egyiptomba (1917)
- Harangvirágok (1921)
- Nővérek (1921)
- Kertésznők (1923)
- Fahordó nő (1925)
- Parasztfej kaszával (1926)
- Piros korsós szőlőmunkásnő (1930)
- Szövőnő (1933)
- Kőműves, Házépítő, Pék (1933)

## Kiállításai

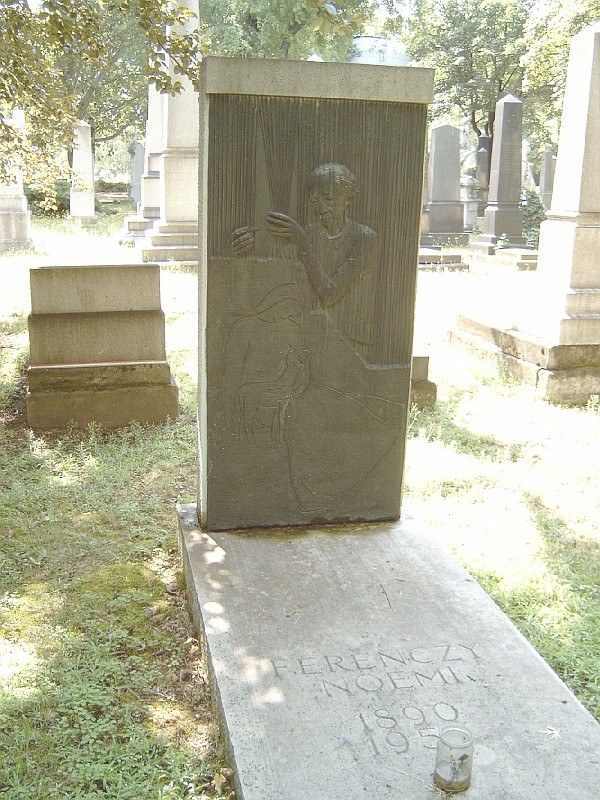
Ferenczy Noémi sírja Budapesten. Kerepesi temető: 34/2-2-8. Lesenyei Márta alkotása

- 1916 – Ferenczy Károly és gyermekei, Ernst Múzeum, Budapest
- 1920 – Kolozsvár
- 1921 – A nagybányai művésztelep 25 éve, Nagybánya
- 1927 – Európai Iparművészet, Lipcse
- 1928 – Magyar Művészeti Kiállítás, Róma
- 1930 – Kunstgewerbe museum, Drezda
- 1931 – Ernst Múzeum, Budapest
- 1931 – Fränkel Szalon, Budapest
- 1934 – velencei biennálé, Velence
- 1937 – Világkiállítás, Párizs
- 1944 – Modern Magyar Művészet (Ferenczy Béni, Ferenczy Noémi), Bern
- 1956 – Nemzeti Szalon, Budapest
- 1958 – Világkiállítás, Brüsszel
- 1965 – Ferenczy Noémi emlékkiállítása, Szent István Király Múzeum, Székesfehérvár
- 1967 – A Gresham és köre, Csók Képtár, Székesfehérvár
- 1968 – A Ferenczy család kiállítása, Budapesti Történeti Múzeum, Budapest,
- 1968 – Magyar Nemzeti Galéria, Budapest
- 1970 – A Ferenczy család kiállítása, Művészeti Akadémia, Moszkva
- 1971 – A nagybányai művésztelep 75 éve, Nagybánya
- 1986 – Wechselwirkungen. Ungarische Avantgarde in der Weimarer Republik, Neue Galerie, Kassel
- 1986 – Museum, Bochum

## Művei közgyűjteményekben

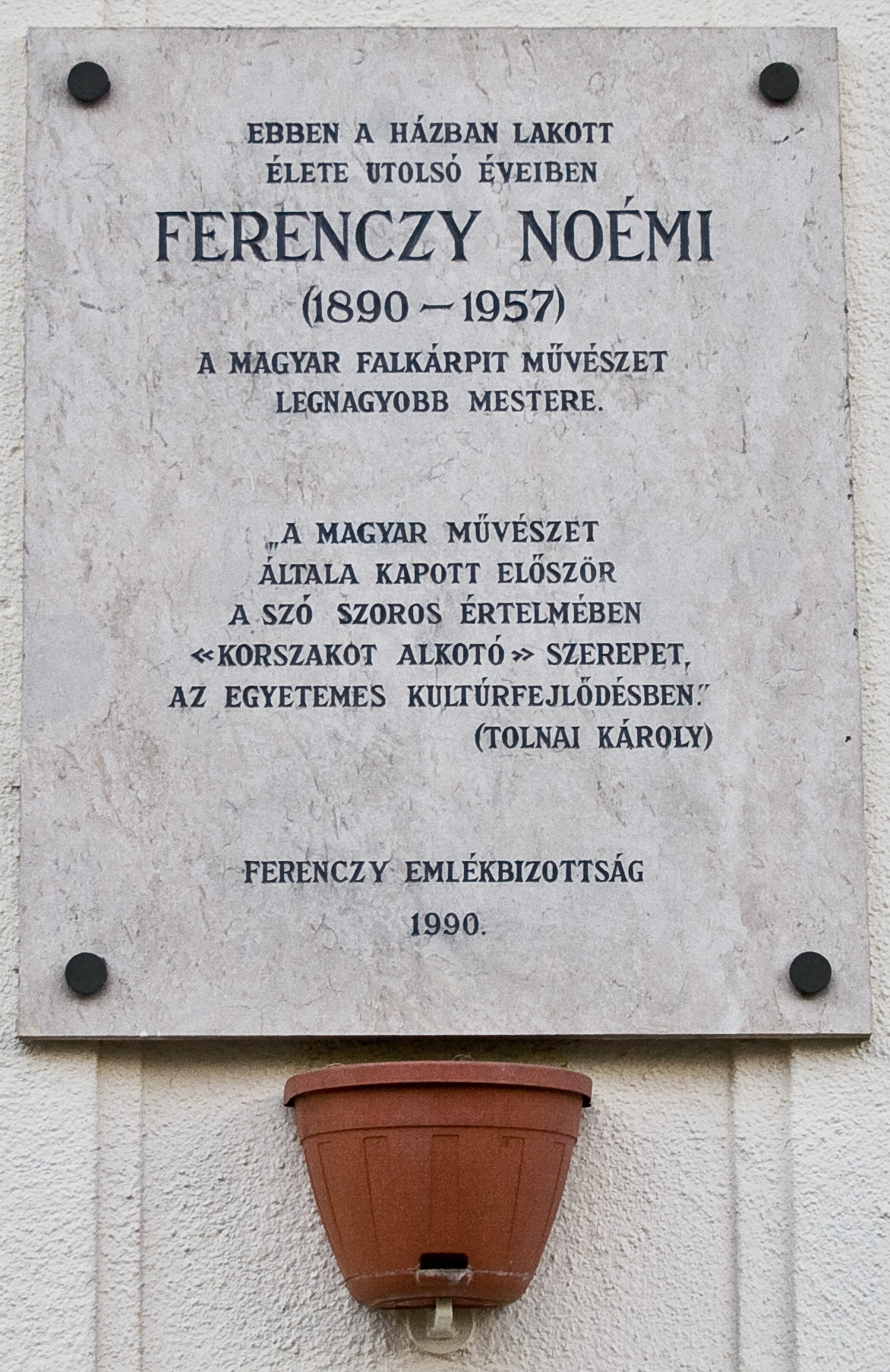
Emléktáblája a Falk Miksa utcában

- Ferenczy Múzeum, Szentendre
- Fővárosi Képtár, Budapest
- Iparművészeti Múzeum, Budapest
- Magyar Nemzeti Galéria, Budapest

## Emlékezete
- Szentendrén állandó kiállítása van a Ferenczy család többi tagjával együtt.
- 1990 óta tábla őrzi emlékét Falk Miksa utcai lakóháza falán. Az V. kerületben egy másik emléktáblája is megtalálható a Deák Ferenc utcában. Szentendrén is van egy emléktáblája (dombormű).
- 1992-ben díjat neveztek el róla.